# Thomas Bristow
Thomas Richard Martin Bristow (* 15. November 1913 in Dudley; † 31. Juli 2007 in Estepona, Spanien) war ein britischer Ruderer.
Bristow ruderte für den London Rowing Club. Als Student an der University of Cambridge nahm er auch am Boat Race teil und siegte 1935.
Für die Olympischen Spiele 1936 in Berlin rückte Bristow in den Vierer ohne Steuermann zusammen mit Alan Barrett, Peter Jackson und John Sturrock. Die Briten gewannen die Silbermedaille mit fast fünf Sekunden Rückstand auf das deutsche Boot.